# Stenosphenus cordovanus
Stenosphenus cordovanus är en skalbaggsart som beskrevs av Giesbert och Chemsak 1989. Stenosphenus cordovanus ingår i släktet Stenosphenus och familjen långhorningar. Inga underarter finns listade i Catalogue of Life.